# È
Lettres similaires : Ѐ
Cette page contient des caractères spéciaux ou non latins. S’ils s’affichent mal (▯, ?, etc.), consultez la page d’aide Unicode.
È, ou E accent grave, est un graphème utilisé dans les alphabets du catalan, du français, de l’italien, de l’occitan, du portugais, du tshiluba et du vietnamien comme variante de la lettre « E ». Il s’agit de la lettre E diacritée d'un accent grave.

## Utilisation
- Français : le ‹ è › est habituellement utilisé pour représenter la voyelle mi-ouverte antérieure non arrondie /ɛ/. Voir accent grave en français.
- Occitan : le ‹ è › représente la voyelle mi-ouverte antérieure non arrondie /ɛ/.

### Langues à tons
Dans plusieurs langues tonales le ‹ è › représente le même son que le ‹ e › et l’accent grave indique le ton bas. Mais il y a d’autres utilisations :
- Vietnamien : ‹ è › représente le ton bas trainant d’‹ e ›.
- Hanyu pinyin : ‹ è › indique le ton descendant d’‹ e ›.

## Représentations informatiques
Le E accent grave peut être représenté avec les caractères Unicode suivants :
- précomposé (supplément Latin-1)[1] :

| forme     | représentation | chaîne de caractères | point de code | description                            |
| --------- | -------------- | -------------------- | ------------- | -------------------------------------- |
| capitale  | È              | È                    | U+00C8        | lettre majuscule latine e accent grave |
| minuscule | è              | è                    | U+00E8        | lettre minuscule latine e accent grave |

- décomposé (latin de base, diacritiques) :

| forme     | représentation | chaîne de caractères | point de code | description                                        |
| --------- | -------------- | -------------------- | ------------- | -------------------------------------------------- |
| capitale  | È              | E◌̀                   | U+0045 U+0300 | lettre majuscule latine e diacritique accent grave |
| minuscule | è              | e◌̀                   | U+0065 U+0300 | lettre minuscule latine e diacritique accent grave |

Il peut aussi être représenté dans des anciens codages :
- ISO/CEI 8859-1, 3, 9, 14, 15 et 16 :
  - capitale È : C8
  - minuscule è : E8

Il peut être représenté avec des entités HTML :
- capitale È : &Egrave;
- minuscule è : &egrave;

Les claviers standard Windows français ne possèdent pas de touche spécifique pour taper la lettre "È". Mais il existe des façons de faire apparaître ces caractères sous Windows :
- Maintenir la touche Alt enfoncée et taper le nombre 212.
- Maintenir la touche Alt gr enfoncée et appuyer sur la touche 7è` puis faire un E.